# Controversa fundamentalist-modernistă

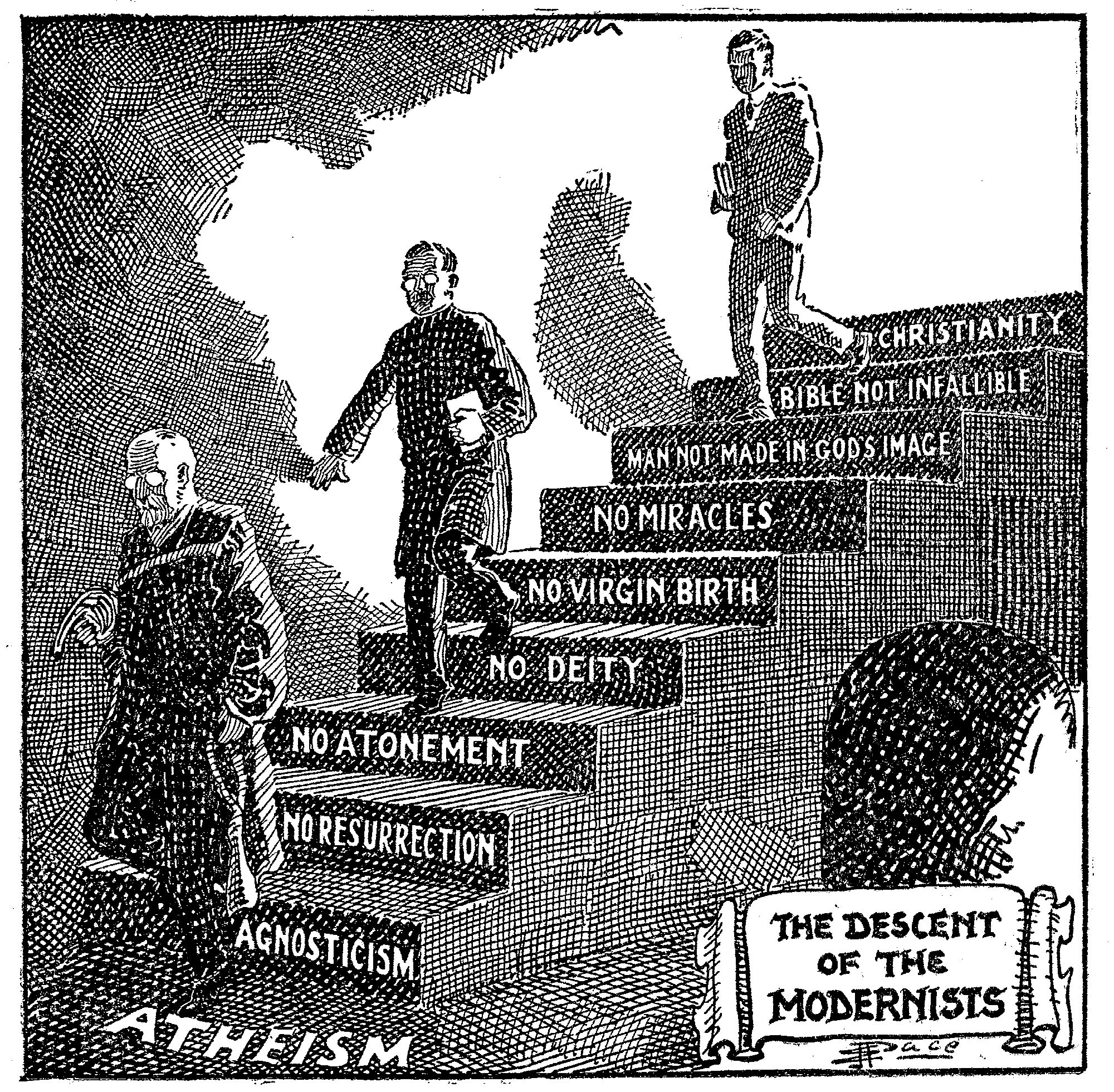
Un desen fundamentalist care descrie modernismul ca descendență de la creștinism la ateism, publicat pentru prima dată în 1922 și apoi folosit în Șapte întrebări în dispută de William Jennings Bryan.

Controversa fundamentalist-modernistă este o schismă majoră care a luat naștere în anii 1920 și 1930 în cadrul Bisericii Prezbiteriene din Statele Unite ale Americii. S-au pus în discuție dispute fundamentale cu privire la rolul creștinismului, autoritatea Scripturii, moartea, Învierea și sacrificiul de ispășire al lui Isus. Au apărut două facțiuni largi din cadrul protestantismului: fundamentaliștii, care au insistat asupra valabilității atemporale a fiecărei doctrine a ortodoxiei creștine și moderniștii, care au susținut o adaptare conștientă a religiei ca răspuns la noile descoperiri științifice și la presiunile morale ale epocii. La început, schisma s-a limitat la Creștinismul reformat și s-a centrat pe Princeton Theological Seminary, dar s-a răspândit în curând, afectând fiecare confesiune a creștinismului din Statele Unite. Cultele care nu au fost afectate inițial, cum ar fi Biserica Luterană, au fost în cele din urmă implicate în controversa care a dus la o schismă în Biserica luterană.
Până la sfârșitul anilor 1930, susținătorii liberalismului teologic câștigaseră, la vremea respectivă, dezbaterea, cu moderniștii care controlează toate seminariile, editurile și ierarhiile confesionale protestante mainline din Statele Unite. Creștinii mai conservatori s-au retras din mainstream, fondându-și propriile edituri precum Zondervan, universități (precum Universitatea Biola) și seminarii (cum ar fi Dallas Theological Seminary și Fuller Theological Seminary). Aceasta va rămâne starea de fapt până în anii 1970, când protestantismul conservator a apărut pe o scară mai mare, având ca rezultat creșterea creștinismului conservator printre Convenția Baptistă Sudică, renașterea conservatoare și alții.

## Fundal

### Sciziunea Old-Side – New-Side (1741–58) și sciziunea Old-School – New-School (1838–69)

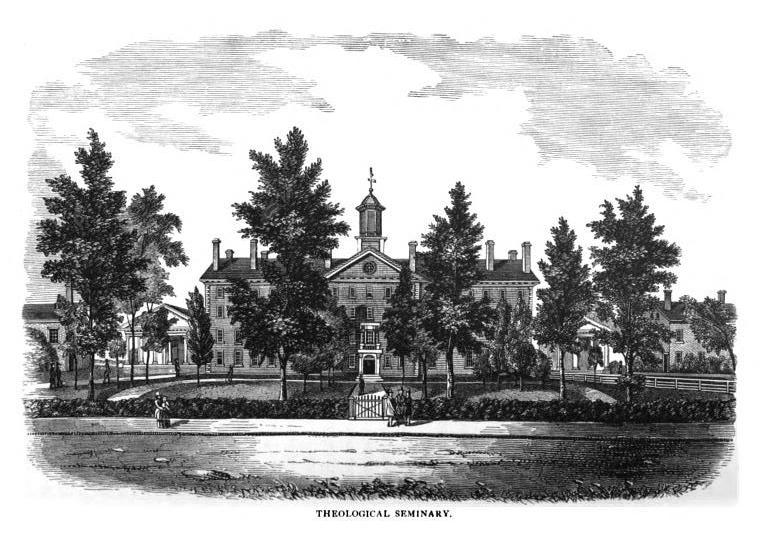
Princeton Theological Seminary, sediul Old School Presbyterians (1879)

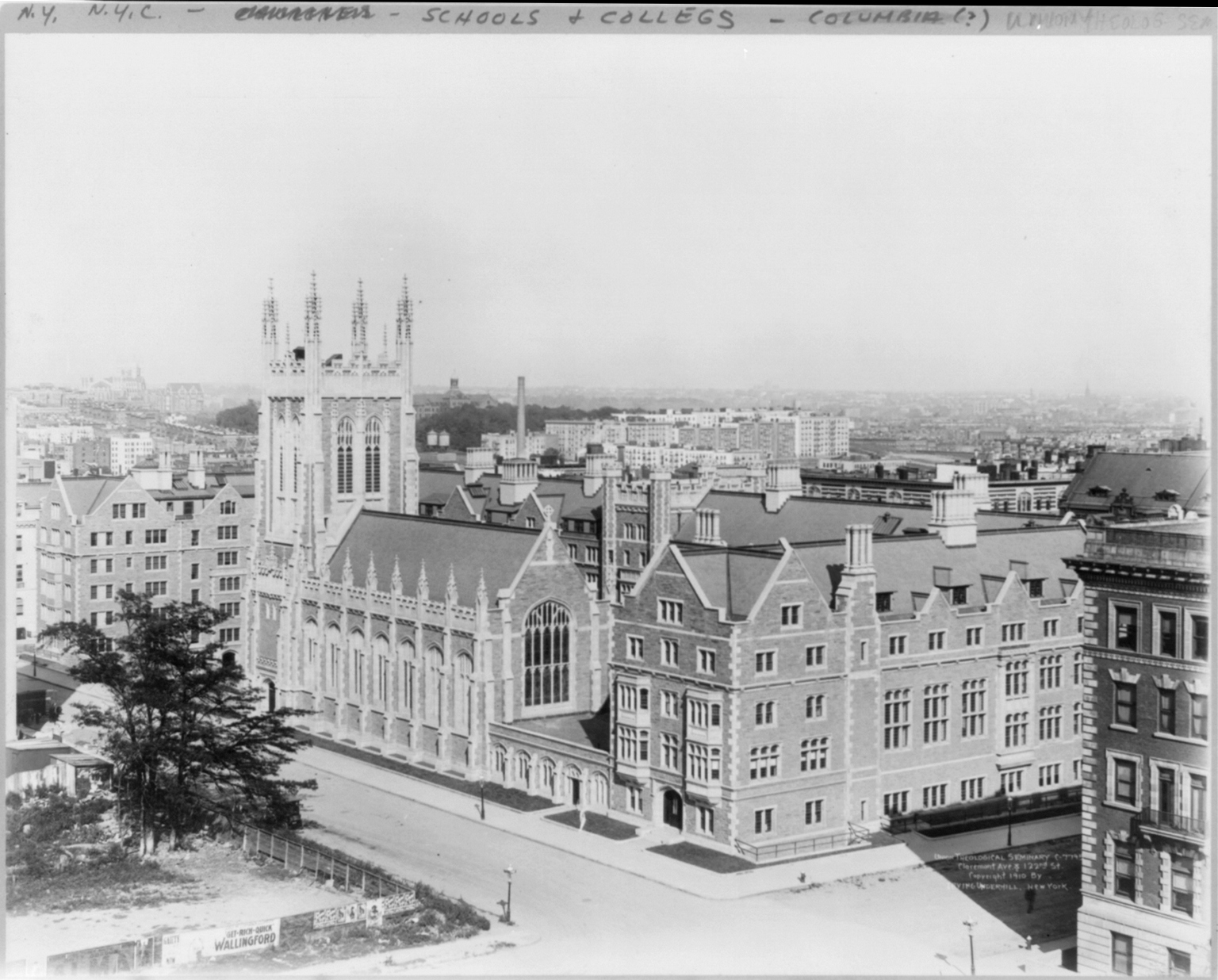
Union Theological Seminary in City of New York, sediul New School Presbyterians (1910)

Prezbiterianismul american a intrat în schismă de două ori, iar aceste sciziuni au fost precursori importanți ai Controversei Fundamentalist-Moderniste. Primul a fost Controversa Old Side – New Side, care a avut loc în timpul Prima Mare Trezire, și a avut ca rezultat ca Biserica Presbiteriană din 1741 să fie împărțită într-o latură veche și o latură nouă. Cele două biserici s-au reunificat în 1758. A doua a fost Controversa Old School – New School, care a avut loc în urma A Doua Mare Trezire și care a avut ca efect Biserica prezbiteriană împărțită în două denumiri începând din 1836–38.
În 1857, prezbiterienii „noii școli” s-au scindat asupra sclaviei, prezbiterienii din școala nouă din sud formând Sinodul Unit al Bisericii Prezbiteriene. În 1861, prezbiterienii vechii școli s-au scindat, prezbiterienii din sud preluând denumirea de Biserica prezbiteriană a statelor confederate ale Americii (care va fi redenumită Biserica prezbiteriană din Statele Unite în 1865). În 1864, Sinodul Unit a fuzionat cu PCCSA, prezbiterienii din școala nouă din sud fiind în cele din urmă absorbiți într-o denominație de școală veche, iar în 1869, prezbiterienii din școala nouă din nord s-au întors la Biserica prezbiteriană a Statelor Unite ale Americii.
Deși controversele au implicat multe alte probleme, problema generală a avut legătură cu natura autorității bisericești și autoritatea Confesiunii de credință Westminster. New Side / New School s-a opus unei interpretări rigide a Confesiunii Westminster. Poziția lor s-a bazat pe reînnoirea / reînvierea spirituală printr-o experiență cu Duhul Sfânt bazată pe scripturi. Prin urmare, au pus mai puțin accent pe primirea unei educații la seminar și pe Confesiunea Westminster (în măsura în care Old Side / Old School este necesară). Accentul lor a fost mai mult pe autoritatea scripturii și o experiență de conversie, decât pe Confesiunea Westminster. Ei au argumentat importanța unei întâlniri cu Dumnezeu mediată de Duhul Sfânt. Ei vedeau Old Side / Old School ca fiind formaliști care fetișizau Confesiunea Westminster și calvinismul.
Old Side / Old School a răspuns că Mărturisirea de la Westminster era documentul constituțional fundamental al Bisericii Prezbiteriene și că, din moment ce mărturisirea era pur și simplu un rezumat al învățăturilor Bibliei, biserica avea responsabilitatea de a se asigura că la pastorii săi „predicarea era în concordanță cu Mărturisirea”. Aceștia au acuzat New Side / New School că sunt căzuți cu privire la puritatea bisericii și sunt dispuși să permită învățarea arminianismului, unitarismului și a altor erori în Biserica Prezbiteriană. Ei au criticat revigorările New Side / School ca fiind manipulatoare emoțional și superficiale. O altă sciziunea majoră a avut de-a face cu atitudinea lor față de alte confesiuni: New Siders / Schoolers erau dispuși să înființeze lucrări de misiune parabisericești care să conducă evanghelizarea și misionarii și erau dispuși să coopereze cu non-prezbiterieni în acest sens. Old Siders / Schoolers au simțit că evanghelizarea și lucrarea de misiune ar trebui să se desfășoare prin intermediul agențiilor administrate de confesiune și care nu implică persoane din afară, deoarece ar implica o diminuare a punctelor de vedere teologice ale bisericii. Cele două părți au avut, de asemenea, atitudini diferite față de profesorii seminarului Princeton Theological Seminary, instituția de conducere a vechii școli, a cerut adeziune la crez și a dedicat o mare parte din eforturile sale academice apărării ortodoxiei calviniste (vezi teologii de la Princeton); în timp ce New Union School Union Theological Seminary a fost mai dispus să permită non-prezbiterienilor să predea la școală și a fost mai amplu în producția sa academică.

### Ascensiunea criticii superioare și afacerea Briggs, 1880–93
Prezbiterienii americani au devenit mai întâi conștienți de critica superioară (metoda istorico-critică) ca o dezvoltare din lumea academică germană. Între 1829 și 1850, „Princeton Review”, principala revistă teologică de școală veche sub conducerea lui Charles Hodge, a publicat 70 de articole împotriva criticilor superiori, iar numărul articolelor a crescut în anii de după 1850. Cu toate acestea, abia în anii de după 1880 critica superioară a avut într-adevăr susținători în cadrul seminariilor americane. Iar când a sosit critica superioară în SUA, a ajuns în mare forță.

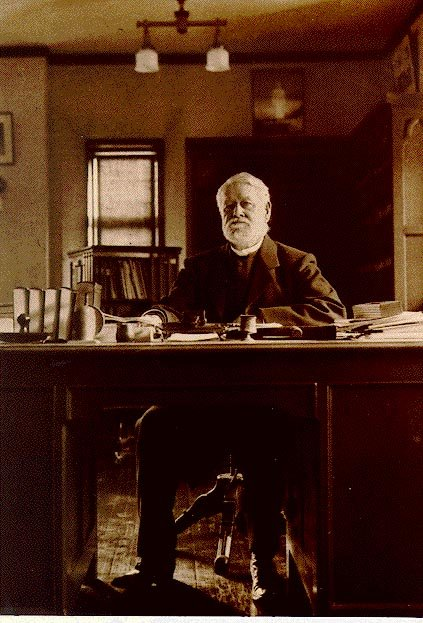
Charles Augustus Briggs (1841–1913), primul susținător major al criticii superioare din cadrul Bisericii Prezbiteriene din Statele Unite ale Americii și sursa unei controverse majore în cadrul bisericii, 1880–1893.

Primul susținător major al criticii superioare în cadrul Bisericii prezbiteriene a fost Charles Augustus Briggs, care studiase critica superioară în Germania (în 1866). Discursul său inaugural după ce a fost făcut profesor de ebraică la Seminarul teologic al Uniunii în 1876 a fost prima salvă a criticii superioare din prezbiterianismul american. Briggs a fost activ în fondarea „The Presbyterian Review” în 1880, alături de Archibald Alexander Hodge, președinte al Princeton Theological Seminary, care a fost inițial co-editor cu Briggs. În 1881, Briggs a publicat un articol în apărarea lui William Robertson Smith, care a dus la o serie de răspunsuri și contra-răspunsuri între Briggs și teologii de la Princeton în paginile „The Presbyterian Review”. În 1889, B. B. Warfield a devenit co-editor și a refuzat să publice unul dintre articolele lui Briggs, un punct cheie de cotitură.
În 1891, Briggs a fost numit primul profesor al Uniunii de Teologie biblică. Discursul său inaugural, intitulat „Autoritatea Sfintei Scripturi”, s-a dovedit a fi extrem de controversat. În timp ce anterior, critica superioară părea o problemă destul de tehnică, științifică, Briggs a explicat acum implicațiile ei depline. În prelegere, el a anunțat că critica superioară a demonstrat acum definitiv că Moise nu a scris Pentateuhul; că Ezra nu a scris Ezra, Cronici sau Neemia; Ieremia nu a scris cărțile Regilor sau Plângeri; David nu a scris majoritatea Psalmilor; Solomon nu a scris Cântarea Cântărilor sau Eclesiastul ci doar câteva Proverbe; iar Isaia nu a scris jumătate din cartea lui Isaia. Vechiul Testament a fost doar o înregistrare istorică care a arătat omului într-o stare inferioară de dezvoltare morală, omul modern progresând moral mult dincolo de Noe, Avraam, Iacov, Iuda, David și Solomon. În orice caz, potrivit lui Briggs, Scripturile în ansamblu erau pline de erori și doctrina ineranței scripturale predată la Seminarul teologic Princeton „este o fantomă a evanghelizării moderne pentru a-i speria pe copii”. Confesiunea Westminster nu numai că a fost o greșeală, dar și chiar fundamentul mărturisirii, Biblia, nu putea fi folosit pentru a crea absoluturi teologice. El a chemat acum alți raționaliști din confesiune să i se alăture în măturarea ortodoxiei moarte, care ținea de trecut și să lucreze pentru unitatea întregii biserici.
Discursul inaugural a provocat indignare pe scară largă în confesiune și i-a determinat pe cei din veche școală din confesiune să meargă împotriva lui, Francis Landey Patton preluând conducerea. Conform condițiilor reuniunii din 1869, Adunarea generală își câștigase dreptul de veto la toate numirile de profesori de seminar, astfel încât la Adunarea generală din 1891, care a avut loc la Detroit, cei din veche școală au proclamat cu succes o moțiune de veto la numirea lui Briggs, care a trecut cu un vot de 449-60. Cu toate acestea, facultatea Seminarului Teologic al Uniunii a refuzat să îl înlăture pe Briggs, spunând că ar fi o încălcare a libertății științifice. În octombrie 1892, facultatea va vota pentru retragerea din confesiune.
Între timp, la New York Prezbiteriul a adus acuzații de erezie împotriva lui Briggs, dar acestea au fost înfrânte cu un vot de 94-39. Comitetul care a adus acuzațiile a făcut apoi apel la Adunarea Generală din 1892, care a avut loc la Portland, Oregon. Adunarea Generală a răspuns cu celebra sa „Deliberare de la Portland”, afirmând că Biserica Prezbiteriană susține că Biblia este fără greșeală și că pastorii care cred altfel ar trebui să se retragă din biserici. Cazul Briggs a fost trimis la New York Presbytery, care a efectuat un al doilea proces de erezie pentru Briggs la sfârșitul anului 1892, iar la începutul anului 1893 l-a găsit din nou pe Briggs nevinovat de erezie. Din nou, oponenții Briggs au făcut apel la Adunarea Generală, care în 1893 a avut loc la Washington, D.C. Adunarea Generală a votat acum pentru a revoca decizia de la New York și l-a declarat pe Briggs vinovat de erezie. El a fost caterisit ca rezultat (dar doar pentru scurt timp, pana când, în 1899, episcopul de New York al Bisericii Episcopale din Statele Unite ale Americii, Henry C. Potter, l-a hirotonit ca preot episcopal.)

### Urmările afacerii Briggs, 1893–1900
Nu a existat nicio încercare ulterioară de a-i distruge pe adepții criticii superioare în anii care au urmat deliberării din Portland și caterisirii lui Briggs. Cei mai mulți adepți ai criticii superioare erau ca cei 87 de duhovnici care semnaseră manifestul „Pledoarie pentru pace și muncă” elaborat de Henry van Dyke, care susținea că toate aceste procese de erezie erau rele pentru biserică și că biserica ar trebui să fie mai puțin preocupată de teoriile despre ineranță și mai preocupată de continuarea lucrării sale spirituale. Într-adevăr, este probabil corect să spunem că majoritatea duhovnicilor din perioadă au adoptat opinia moderată, fiind dispuși să tolereze critica superioară în cadrul bisericii, deoarece erau deschiși la punctele pe care critica superioară le afirma sau pentru că doreau să evite distragerea și disensiunea produse de procesele de erezie. Pentru mulți, acest lucru a reieșit din rezistența tradițională a Noii Școli la încercările ereziei și impunerea rigidă a Mărturisirii.
În anii următori au mai existat două procese de erezie, care ar fi ultimele încercări de erezie majore din istoria Bisericii Prezbiteriene din Statele Unite ale Americii. La sfârșitul anului 1892, Henry Preserved Smith, profesor de Vechiul Testament la Lane Theological Seminary, a fost condamnat pentru erezie de către Prezbiteriul din Cincinnati pentru că a învățat că există erori în Biblie și, în apel, condamnarea sa a fost confirmată de Adunarea Generală din 1894.
În 1898, Profesorul de Istorie a Bisericii Arthur Cushman McGiffert de la Seminarul Teologic al Uniunii a fost judecat de prezbiteriul din New York, care a condamnat anumite porțiuni din cartea sa „O istorie a creștinismului în epoca apostolică”, dar a refuzat să aplice sancțiuni. Această decizie a fost apelată la Adunarea Generală, dar McGiffert a demisionat în liniște de la confesiune și acuzațiile au fost retrase.

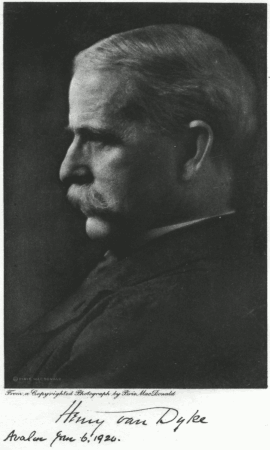
Henry van Dyke (1852–1933), un modernist care a presat pentru revizuiri ale Westminster Confession of Faith, 1900–1910.

### Mișcarea de revizuire a mărturisirii de credință Westminster, 1900–1910
Henry van Dyke, un modernist care fusese un susținător major al Briggs în 1893, a condus acum o mișcare de moderniști și savanți ai noii școli pentru a revizui Confesiunea de credință de la Westminster. Din 1889, Van Dyke a cerut revizuirea crezului pentru a afirma că toți sugarii pe moarte (nu doar cei pe moarte din poporul ales) merg în cer, pentru a spune că Dumnezeu a iubit întreaga lume (nu doar pe cei aleși), și să afirme că Hristos a ispășit pentru întreaga omenire, nu doar pentru cei aleși. În 1901, el a prezidat un comitet de 25 de oameni (cu o majoritate a școlii noi). Tot în 1901, el a întocmit un rezumat neobligatoriu al credinței bisericii. Nu a menționat nici ineranța biblică și nici reprobarea, a afirmat dragostea lui Dumnezeu față de întreaga omenire și a negat că Papa este Antihristul. A fost adoptată de Adunarea Generală în 1902 și ratificată de prezbiterii în 1904.
Ca urmare a schimbărilor, Biserica prezbiteriană din Cumberland, cu tendință arminiană, a solicitat reunificarea, iar în 1906, peste 1000 de pastori prezbiterieni din Cumberland s-au alăturat bisericii prezbiteriene din SUA. Sosirea atâtor pastori liberali a întărit poziția Noii Școli în biserică.

## Eliberarea doctrinară din 1910 (Cele cinci elemente fundamentale)
În 1909, a existat o dezbatere aprinsă în Prezbiteriul din New York cu privire la a hirotoni sau nu trei bărbați care au refuzat să consimtă la doctrina nașterii din fecioară a lui Isus. (Nu au negat doctrina direct, dar au spus că nu sunt pregătiți să o afirme.) Majoritatea i-a hirotonit în cele din urmă pe cei trei oameni; minoritatea s-a plâns la Adunarea Generală și acea plângere va sta la baza controversei ulterioare.
Conform ordinului Bisericii Prezbiteriene din SUA, Adunarea Generală nu a fost autorizată să accepte sau să respingă plângerea. Ar fi trebuit să trimită plângerea către prezbiteriu și ar fi putut face acest lucru cu instrucțiuni ca prezbiteriul să țină un proces de erezie. Rezultatul procesului ar putea fi apoi apelat la Sinodul din New York și de acolo la Adunarea Generală. Cu toate acestea, Adunarea Generală din 1910, acționând în afara sferei sale de competență, a respins plângerea împotriva celor trei bărbați și, în același timp, a însărcinat Comisia sa pentru facturi și Overtures să pregătească o declarație pentru guvernarea viitoarelor hirotoniri. Comitetul a raportat și Adunarea Generală a adoptat Eliberarea Doctrinală din 1910, care a declarat că cinci doctrine erau „necesare și esențiale” pentru credința creștină:
- Inspirarea Bibliei de către Duhul Sfânt și ineranța Scripturii ca urmare a acestui fapt.
- Nașterea din fecioară a lui Hristos.
- Credința că moartea lui Hristos a fost o ispășire pentru păcat.
- Învierea lui Hristos corporală.
- Realitatea istorică a miracolelor lui Hristos.[5][6][7]

Cele cinci propuneri vor deveni cunoscute istoriei sub numele de „Cinci elemente fundamentale”, iar la sfârșitul anilor 1910, conservatorii teologici care s-au adunat în jurul celor cinci elemente fundamentale au ajuns să fie cunoscuți drept „fundamentaliști”.

## Elementele fundamentaleși „Înapoi la elementele fundamentale”

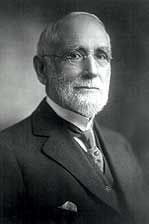
Lyman Stewart (1840–1923), laic prezbiterian și cofondator al Union Oil, care a finanțat publicarea The Fundamentals: O mărturie a adevărului (1910–15).

În 1910, un laic prezbiterian bogat, Lyman Stewart, fondatorul Union Oil și un susținător al dispensaționalismului, așa cum este predat în noua publicație „Scofield Reference Bible”, a decis să-și folosească averea pentru a sponsoriza o serie de broșuri care vor fi intitulate „Fundamentele: O mărturie a adevărului”. Aceste douăsprezece broșuri publicate între 1910 și 1915 au inclus în cele din urmă 90 de eseuri scrise de 64 de autori din mai multe confesiuni. Seria a fost conservatoare și critică față de critica superioară, dar și largă în abordarea sa, iar cercetătorii care au contribuit cu articole au inclus mai mulți prezbiterieni moderați care se vor opune ulterior „fundamentalismului”, cum ar fi Charles R. Erdman Sr. și Robert Elliott Speer. Se pare că din titlul broșurilor a fost creat termenul „fundamentalist”, prima referire la termen fiind un articol al editorului Baptistului de Nord Curtis Lee Laws.
În 1915, revista conservatoare  The Presbyterian  a publicat un manifest conservator care fusese în circulație în cadrul denominației, intitulată „Back to Fundamentals”. Revistele liberale prezbiteriene au răspuns că, dacă cei conservatori doresc o luptă, ar trebui să aducă acuzații de erezie în tribunalele bisericii sau să tacă. Nu au fost aduse acuzații.
Merită subliniat faptul că singurele persoane care au îmbrățișat efectiv numele de „fundamentalist” în anii 1910 au fost dispensationaliști convinși, care au ridicat întoarcerea lui Hristos premilenială la statutul de fundament al credinței creștine. Niciunul dintre liderii „fundamentaliști” (Machen, Van Til, Macartney) din Biserica Prezbiteriană nu erau dispensaționaliști.

## Ecumenism, 1908–21
Mai mulți prezbiterieni de frunte, în special Robert E. Speer, au jucat un rol în fondarea Consiliului Federal al Bisericilor în 1908. Această organizație (care a primit 5% din bugetul primului său an de la John D. Rockefeller Jr. ) a fost puternic asociată cu Evanghelia socială și cu mișcarea progresistă, în mod mai larg. Crezul social al bisericilor a fost adoptat de al Consiliul Bisericii Prezbiteriene în 1910, însă conservatorii din Adunarea Generală au putut opri aprobarea majorității propunerilor specifice ale Consiliului, cu excepția celor care solicită prohibiție și sabat legal.
Ca răspuns la Primul Război Mondial, FCC a înființat Comisia Generală pentru Timp de Război pentru a coordona activitatea programelor protestante, catolice și evreiești legate de război și să lucreze îndeaproape cu Departamentul de război. A fost prezidat de Speer și de profesorul liberal de la Union Theological Seminary, William Adams Brown. După război, ei au muncit din greu pentru a construi pe această moștenire a unității. În consecință, Consiliul prezbiterian al misiunilor străine a convocat o reuniune a liderilor protestanți pe această temă și la începutul anului 1919 a fost înființată Interchurch World Movement (IWM) cu John Mott în calitate de președinte. Comitetul Executiv al Bisericii Prezbiteriene a oferit sprijin în valoare de milioane de dolari pentru a ajuta IWM la strângerea de fonduri. Când IWM s-a prăbușit financiar, denominația era în datorii pentru milioane de dolari.

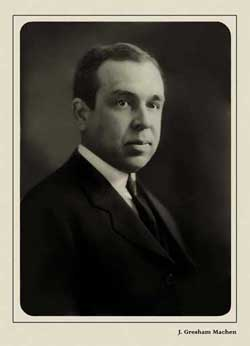
J. Gresham Machen (1881–1937), fondator al Bisericii ortodoxe presbiteriene și al Seminarului teologic Westminster.

Cu toate acestea, dezbaterea dintre moderniști și conservatori cu privire la problema IWM a fost mică în comparație cu dezbaterea Uniunii Bisericii. În 1919, Adunarea Generală a trimis o delegație la o convenție ecumenică națională care propunea unirea bisericească, iar în 1920, Adunarea Generală a aprobat o recomandare care include „unirea organică” cu alte 17 confesiuni - noua organizație, care va fi cunoscută sub numele de Bisericile Unite ale lui Hristos din America ar fi un fel de „guvern federal” pentru bisericile membre: confesiunile și-ar păstra identitățile interne distincte, dar organizația mai largă ar fi responsabilă de lucruri precum lucrarea de misiune și lobby pentru lucruri precum prohibiția. În condițiile politicii prezbiteriene, măsura ar trebui să fie aprobată de prezbiterii pentru a intra în vigoare.
Planurile pentru Unirea Bisericii au fost denunțate în mod ferm de către facultatea de veche școală de la Princeton Theological Seminary. În acest moment, în 1920, profesorul din Princeton J. Gresham Machen a câștigat mai întâi proeminența în cadrul denominației drept fundamentalist, adversar al Uniunii Bisericii, despre care a susținut că va distruge crezurile prezbiteriene și va ceda efectiv controlul denominației moderniștilor și aliaților noii lor școli. Cu toate acestea, fisurile începeau să apară în armura facultății Princeton. Charles Erdman și președintele seminarului, William Robinson, au pledat în favoarea uniunii.
În cele din urmă, prezbiteriile au oprit unirea bisericească cu un vot de 150-100 în 1921.

## „Să câștige fundamentaliștii?” (1922)
Sciziunile dintre fundamentaliști și moderniști se petreceau de ceva vreme în Biserica Prezbiteriană. Evenimentul care urma să aducă problema în discuție a fost predica lui Harry Emerson Fosdick din 21 mai 1922, „Vor câștiga fundamentaliștii?” Fosdick a fost hirotonit ca baptist, dar i s-a permis să predice în First Presbyterian Church din New York City.

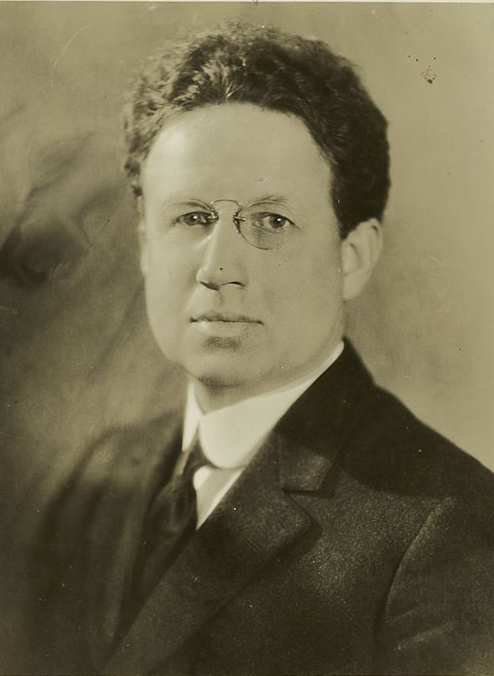
O fotografie din 1926 a lui Harry Emerson Fosdick (1878-1969), a cărui predică din 1922 „Câștigă fundamentaliștii?” a stârnit controversa fundamentalist-modernistă.

În această predică, Fosdick i-a prezentat pe liberali atât în confesiunile prezbiteriene, cât și în cele baptiste, drept creștini evanghelici sinceri care se luptau să reconcilieze noile descoperiri din istorie, știință și religie cu credința creștină. Fundamentaliștii, pe de altă parte, au fost criticați drept conservatori intoleranți care au refuzat să se ocupe de aceste noi descoperiri și au trasat în mod arbitrar linia cu privire la ceea ce era interzis în discuțiile religioase. Mulți oameni, susținea Fosdick, pur și simplu au găsit imposibil să accepte nașterea dintr-o virgină a lui Hristos, doctrina ispășirii substituționale sau A doua venire literală a lui Hristos în lumina științei moderne. Având în vedere diferitele puncte de vedere în cadrul bisericii, numai toleranța și libertatea ar putea permite ca aceste perspective diferite să coexiste în biserică.
Predica lui Fosdick a fost reambalată ca „Noua cunoaștere și credința creștină” și a fost publicată rapid în trei reviste religioase și apoi distribuită ca broșură fiecărui duhovnic protestant din țară.
Conservatorul Clarence E. Macartney, pastor al Arch Street Presbyterian Church din Philadelphia, a răspuns lui Fosdick cu o predică proprie, intitulată „Shall Unbelief Win?” care a fost publicat rapid într-o broșură. El a susținut că liberalismul „secularizează” progresiv biserica și, dacă nu va fi controlat, va duce la „un creștinism de opinii și principii și scopuri bune, dar un creștinism fără închinare, fără Dumnezeu și fără Isus Hristos”.
Condus de Macartney, Prezbiteriul din Philadelphia a cerut Adunării Generale să îndrume Prezbiteriul din New York să ia măsuri astfel încât să se asigure că predarea și predicarea din Biserica Primului Prezbiteriu din New York City sunt conforme cu Confesiunea de credință Westminster. Această cerere va duce la peste un deceniu de lupte amare în Biserica Prezbiteriană.
Pe tot parcursul procedurilor, apărarea lui Fosdick a fost condusă de bătrân laic John Foster Dulles.

## William Jennings Bryan și Adunarea Generală din 1923

### Context: darwinism și creștinism
Un gigant al prezbiterianismului vechii școli de la Princeton, Charles Hodge, a fost unul dintre puținii controversați prezbiterieni care și-au ațintit armele asupra darwinismului înainte de Primul Război Mondial. Hodge și-a publicat „Ce este darwinismul?” În 1874, la trei ani după publicarea „Descendența omului” și a susținut că, dacă teoria lui Charles Darwin a exclus teoria argumentului de proiectare, era efectiv ateism și nu putea fi reconciliat cu creștinismul biblic.
Asa Gray a răspuns că creștinismul este compatibil cu știința lui Darwin. Atât el, cât și mulți alți creștini au acceptat diferite forme ale evoluției teistice, iar Darwin nu exclusese lucrarea Creatorului drept cauză principală.
Majoritatea oamenilor bisericii au adoptat însă o atitudine mult mai prozaică. În perioada timpurie, trebuie să fi fost departe de a fi clar că teoria lui Darwin despre selecția naturală va deveni hegemonică în rândul oamenilor de știință, întrucât respingerile și sistemele alternative erau încă propuse și dezbătute. Apoi, când evoluția a devenit larg acceptată, majoritatea oamenilor bisericii erau mult mai puțin preocupați de respingerea ei decât de stabilirea unor scheme prin care darwinismul să poată fi reconciliat cu creștinismul. Acest lucru a fost adevărat chiar și în rândul unor savanți ai vechii școli de la Princeton Theological Seminary, precum succesorii lui Charles Hodge A. A. Hodge și B. B. Warfield care a ajuns să susțină ideile descrise acum ca evoluționism teist.

#### William Jennings Bryan

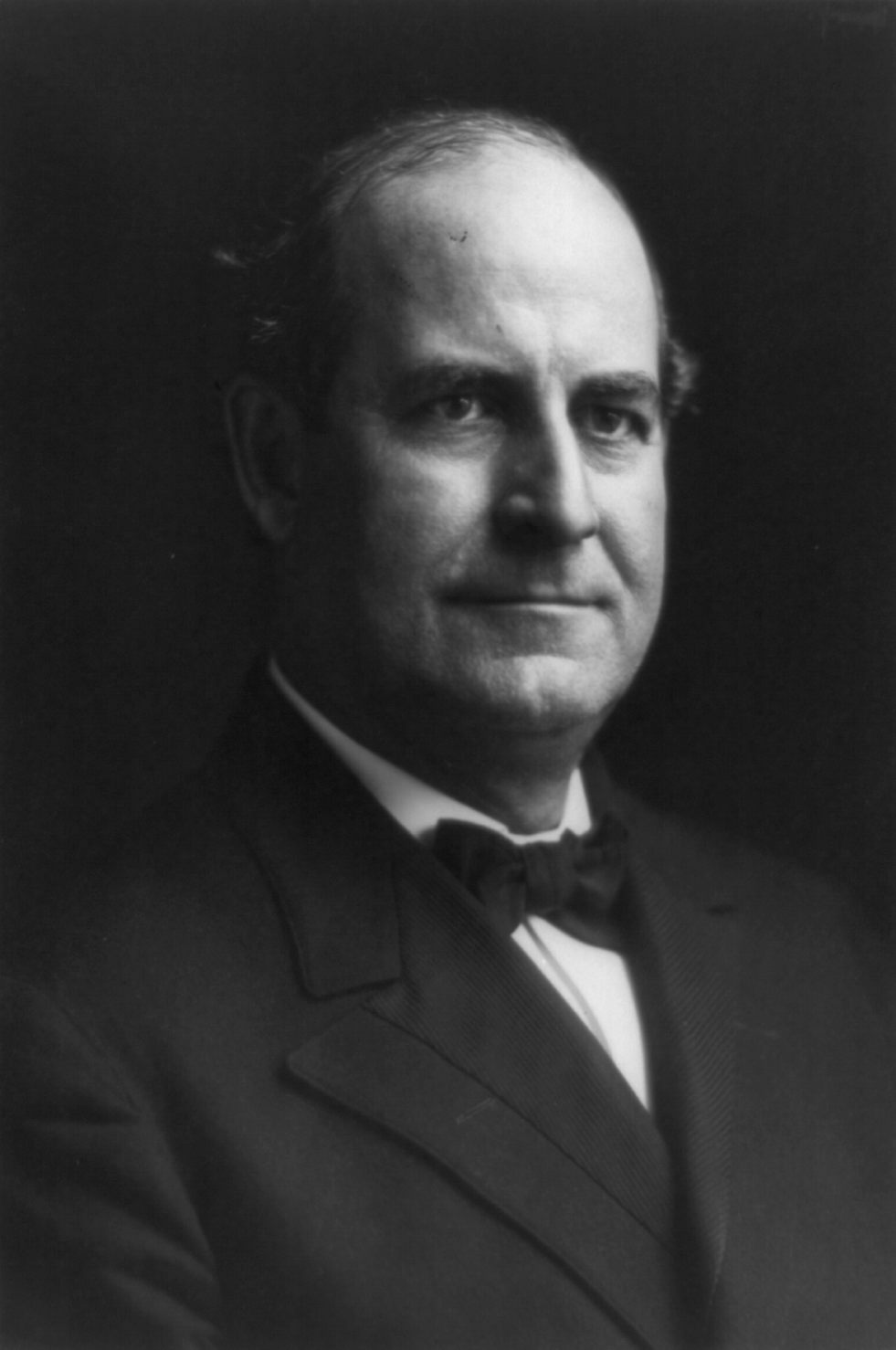
William Jennings Bryan (1860–1925), 1907.

William Jennings Bryan, un fost avocat care fusese crescut în Cumberland Presbyterian Church (arminiană, o parte din care urma să fuzioneze cu PC-SUA în 1906) și care era, de asemenea, un Bătrân (conducător prezbiterian), a fost ales în Congres în 1890, apoi a devenit candidatul prezidențial Democrat pentru trei oferte prezidențiale nereușite în 1896, 1900 și 1908. După înfrângerea din 1900, Bryan și-a reexaminat viața și a concluzionat că și-a lăsat pasiunea pentru politică să-i ascundă chemarea de creștin. Începând cu 1900, a început să țină cursuri în circuitul Chautauqua, unde discursurile sale implicau deseori teme religioase, precum și politice. În următorii 25 de ani până la moartea sa, Bryan a fost unul dintre cei mai populari lectori Chautauqua și a vorbit în fața a sute de mii de oameni.
Până în 1905, Bryan a ajuns la concluzia că darwinismul și modernismul criticii superioare erau aliați în promovarea liberalismului în cadrul bisericii, subminând astfel, în opinia sa, bazele creștinismului. În prelegeri din 1905, Bryan s-a pronunțat împotriva răspândirii darwinismului, pe care l-a caracterizat ca implicând „funcționarea legii urii - legea nemiloasă prin care mulțimea puternică i-a ucis pe cei slabi” și a avertizat că ar putea submina bazele moralei. În 1913 a devenit secretarul de stat al lui Woodrow Wilson, apoi a demisionat în 1915 pentru că el credea că administrația Wilson urma să intre Primul Război Mondial ca răspuns la scufundarea  RMS Lusitania  și s-a opus intervenției americane într-un război european.
Când SUA s-a alăturat în sfârșit Primului Război Mondial în 1917, Bryan s-a oferit voluntar pentru armată, deși nu i s-a permis niciodată să se înroleze. Într-un moment de repulsie pe scară largă față de presupusele atrocități germane, Bryan a legat evoluția de Germania, și a susținut că darwinismul a oferit o justificare pentru cei puternici să domine pe cei slabi și, prin urmare, a fost sursa militarismului german. El s-a bazat pe rapoartele entomologului Vernon Kellogg ale ofițerilor germani care discutau raționamentul darwinian al declarației lor de război, și sociologului Benjamin Kidd, cu cartea lui Știința puterii, care susținea că Filosofia lui Nietzsche reprezenta o interpretare a darwinismului, pentru a concluziona că ideile lui Nietzsche și ale lui Darwin au fost impulsul naționalismului și militarismului german. Bryan a susținut că militarismul și „barbarismul” Germaniei provin din credința lor că „lupta pentru supraviețuire” descrisă în „Despre originea speciilor” a lui Darwin se aplica atât națiunilor, cât și indivizilor, și „Aceeași știință care a produs gaze otrăvitoare pentru a sufoca soldații predică că omul are o ascendență brută și elimină miraculosul și supranaturalul din Biblie.”
Bryan lupta, în esență, cu ceea ce s-ar numi ulterior darwinism social, idei sociale și economice datorate lui Herbert Spencer și Thomas Malthus decât lui Darwin și privit de biologii moderni ca o utilizare incorectă a teoriei sale. Germania, sau cam așa a susținut argumentul lui Bryan, înlocuise învățăturile lui Hristos cu filosofia lui Nietzsche bazată pe idei de supraviețuirea celui mai potrivit, iar implicația era că America va suferi aceeași soartă dacă nu va fi controlată. Această frică a fost întărită de raportul studiului psihologului James H. Leuba din 1916, indicând că un număr considerabil de studenți și-au pierdut credința în cei patru ani petrecuți în facultate.
Bryan și-a lansat campania împotriva darwinismului în 1921, când a fost invitat să țină prelegerile James Sprunt la Union Theological Seminary. La sfârșitul unuia, „Amenințarea darwinismului”, a spus că „darwinismul nu este deloc o știință; este un șir de presupuneri strânse împreună” și că există mai multă știință în Biblie „Și Dumnezeu a spus: Lasă pământul să aducă creatura vie ...” decât în toate scrierile lui Darwin. Aceste prelegeri au fost publicate și au devenit un bestseller național.
Acum, când Bryan a legat darwinismul și critica superioară ca rele gemene cu care se confruntă Biserica prezbiteriană, Harry Emerson Fosdick a răspuns apărând darwinismul, precum și critica superioară, de atacul lui Bryan. La începutul anilor 1920, Bryan și Fosdick s-au asmuțit unul împotriva celuilalt într-o serie de articole și răspunsuri în paginile New York Times.

### Adunarea Generală din 1923
În aceste condiții, când Adunarea Generală s-a întrunit în 1923 la Indianapolis, Bryan a fost hotărât să lovească împotriva darwinismului și împotriva lui Fosdick, așa că a organizat o campanie pentru a fi ales în calitate de Moderator al Adunării Generale. A pierdut alegerile cu un vot de 451–427 în fața Rev. Charles F. Wishart, președintele College of Wooster, un puternic susținător al permiterii predării evoluției în colegiile și în universitățile conduse de prezbiterieni.
Fără să se descurce, Bryan a început să se opună darwinismului pe forumul Adunării generale, prima dată când Adunarea Generală a dezbătut problema. El a propus o rezoluție conform căreia denominația ar trebui să înceteze plățile către orice școală, colegiu sau universitate unde a fost predat darwinismul. Oponenții au susținut că există o mulțime de creștini în biserică care credeau în evoluție. În cele din urmă, Bryan nu a putut să-l convingă nici măcar pe Machen să-i susțină poziția, iar Adunarea a aprobat pur și simplu o rezoluție care condamna filosofia evoluționistă materialistă (spre deosebire de cea evoluționist-teistică).
Problema majoră abordată la Adunarea Generală din 1923 nu a fost însă darwinismul. Era întrebarea ce să facem cu Harry Emerson Fosdick și cu predica sa provocatoare din anul precedent. Comitetul pentru facturi și Overtures a recomandat ca adunarea să își declare angajamentul continuu față de Confesiunea Westminster, dar să lase problema la New York Presbytery, care investiga. Raportul minorității Comitetului a recomandat o declarație care reafirma angajamentul confesiunii față de cele cinci elemente fundamentale din 1910 și de a cere Prezbiteriului New York să forțeze Prima Biserică Prezbiteriană să se conformeze Confesiunii Westminster. A urmat o dezbatere aprinsă, Bryan căutând inițial un compromis pentru a renunța la urmărirea penală a lui Fosdick în schimbul unei reafirmări a celor cinci elemente fundamentale. Când acest lucru s-a dovedit imposibil, el a făcut un lobby intens pentru raportul minorității și a reușit ca raportul minorității să fie adoptat cu un vot de 439–359.
Chiar înainte de sfârșitul Adunării Generale, această decizie a fost controversată. 85 de comisari au depus un protest oficial, susținând că cazul Fosdick nu a fost corect în fața Adunării Generale și că, întrucât Adunarea Generală era o instanță, nu un organism legislativ, cele cinci elemente fundamentale nu puteau fi impuse funcționarilor bisericii fără să încalce constituția a bisericii. În același timp, Henry Sloane Coffin de la Madison Avenue Presbyterian Church din New York City a emis o declarație în care spunea că nu acceptă cele cinci elemente fundamentale și că, dacă Fosdick ar fi scos din amvon, ar trebui să scape de și el.

## Afirmația Auburn (1923–24)
Chiar înainte de Adunarea Generală din 1923, Robert Hastings Nichols, profesor de istorie la Auburn Theological Seminary circula într-o lucrare în care susținea că reuniunea Old School-New School din 1870 și fuziunea cu Biserica Prezbiteriană Cumberland din 1906 a creat o biserică special concepută pentru a se potrivi diversității doctrinare.
La două săptămâni după Adunarea Generală din 1923, 36 de clerici s-au întâlnit în Syracuse, New York și, folosind ciorna lui Nichols ca bază, au emis în cele din urmă o declarație cunoscută istoriei drept Afirmarea Auburn.
Afirmarea de la Auburn s-a deschis prin afirmarea mărturisirii de credință de la Westminster, dar a susținut că, în cadrul prezbiterianismului american, a existat o lungă tradiție a libertății de interpretare a Scripturilor și a Mărturisirii. Emiterea de către Adunarea Generală a celor cinci elemente fundamentale nu numai că a erodat această tradiție, dar a încălcat constituția Bisericii Prezbiteriene, care a cerut ca toate modificările doctrinare să fie aprobate de prezbiterii. În timp ce unii membri ai bisericii ar putea considera cele cinci elemente fundamentale ca fiind o explicație satisfăcătoare a Scripturilor și a Mărturisirii, au existat alții care nu au putut, și, prin urmare, prezbiteriile ar trebui să fie libere să respecte toate teoriile pe care le-au considerat potrivite în interpretarea Scripturii și a Mărturisirii.
Afirmația Auburn a fost difuzată începând cu noiembrie 1923 și semnată în cele din urmă de 174 de duhovnici. În ianuarie 1924, a fost lansat presei, împreună cu numele a 150 de semnatari.

## Adunarea Generală din 1924

### Activități conservatoare anterioare Adunării Generale din 1924
Cea mai semnificativă pregătire conservatoare pentru Adunarea Generală din 1924 a avut loc de fapt puțin înainte de Adunarea Generală din 1923. Aceasta a fost publicarea cărții Creștinism și liberalism de J. Gresham Machen. În această carte, Machen a susținut că liberalismul, departe de a fi un ansamblu de învățături care ar putea fi găzduit în cadrul bisericii, era de fapt antitetic cu principiile creștinismului și era angajat în prezent într-o luptă împotriva creștinismului istoric.

### Activități liberale anterioare Adunării Generale din 1924
Prezbiteriul din New York, care fusese ordonat de Adunarea Generală să se ocupe de Fosdick, a adoptat un raport care, în esență, l-a exonerat pe Fosdick de orice acțiune greșită.
În iunie 1923, Prezbiteriul din New York a hirotonit doi bărbați - Henry P. Van Dusen și Cedric O. Lehman - care au refuzat să afirme nașterea dintr-o virgină.
La 31 decembrie 1923, Henry van Dyke a renunțat public la amvon la First Presbyterian Church, Princeton, ca un protest împotriva predicării fundamentaliste a lui Machen. Van Dyke se va întoarce în cele din urmă la strana sa în decembrie 1924, când Charles Erdman la înlocuit pe Machen în amvon.
În mai 1924, Afirmația Auburn a fost republicată, împreună cu materiale suplimentare, și înregistrează acum 1.274 de semnatari.

### Convocarea Adunării
Adunarea Generală s-a întrunit în Grand Rapids, Michigan în mai 1924. În timpul campaniei pentru moderator, William Jennings Bryan l-a susținut pe Clarence E. Macartney (misionarul din Philadelphia care a contribuit la acuzarea împotriva lui Fosdick), care l-a învins la mică diferență pe moderatul membru al facultății Seminarului Teologic Princeton, Charles Erdman, cu un vot de 464–446. Macartney l-a numit pe Bryan vice-moderator.
Nu a fost luată nicio măsură la această Adunare Generală cu privire la Afirmarea Auburn. Hirotonirea lui Van Dusen și Lehman a fost trimisă la Sinodul din New York pentru „acțiune adecvată”.
În ceea ce privește întrebarea lui Harry Fosdick, moderatorii în 1924 au îndepărtat dezbaterile de la teologia sa și către chestiunea politică. Întrucât Fosdick era baptist, Adunarea Generală a dat instrucțiuni primei biserici prezbiteriene din New York să-l invite pe Fosdick să se alăture bisericii prezbiteriene și, dacă nu voia, să scape de el. Fosdick a refuzat să se alăture bisericii prezbiteriene și, în cele din urmă, a demisionat din funcția sa din prima biserică prezbiteriană în octombrie.

## Adunarea Generală din 1925

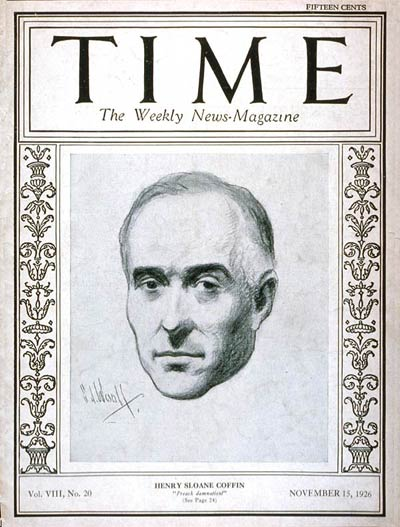
Henry Sloane Coffin (1877–1954) pe coperta revistei Time.

La Adunarea Generală din 1925, desfășurată la Columbus, Ohio, denominația părea hotărâtă să lase controversa Fosdick în urmă. Charles R. Erdman a fost ales moderator, ceea ce a fost văzut pe scară largă ca o lovitură împotriva fundamentaliștilor. Erdman, profesor la Seminarul Teologic Princeton, fusese angajat într-o serie de dezbateri cu J. Gresham Machen și Clarence Macartney de-a lungul anului, iar în primăvara anului 1925, a fost destituit din funcția de consilier studențesc al Seminarului Princeton pentru că nu era suficient de entuziasmat de Liga Studenților Evanghelici, înființată ca o contrapondere pentru organizațiile mai liberale. Erdman era el însuși conservator din punct de vedere teologic, dar era mai preocupat de urmărirea „purității și a păcii și a progresului” (sloganul său în timpul alegerilor pentru moderator) decât de combaterea liberalismului. Machen a simțit că bărbați ca Erdman ar fi în cele din urmă responsabili de triumful modernismului agnostic în Biserica prezbiteriană.
Multor observatori li s-a părut că a-i concedia pe Van Dusen și Lehman ar putea provoca o sciziune în biserică. Adunarea Generală a cerut tuturor candidaților la pastorat să afirme nașterea dintr-o virgină și a returnat problema la Prezbiteriul din New York pentru proceduri adecvate. Drept răspuns, comisarii din New York, conduși de Henry Sloane Coffin, au protestat că Adunarea Generală nu are dreptul să schimbe sau să adauge la condițiile de intrare în pastorat în afara celor afirmate în reuniunile din 1870 și 1906. Coffin și liberalii erau pregătiți să iasă din Adunare și să scoată bisericile din confesiune, mai degrabă decât să se supună „Bryanizării Bisericii Presbiteriene”. A fost numită o comisie specială de cincisprezece pentru a studia problemele constituționale implicate. Erdman a reușit să-l convingă pe Coffin să nu părăsească denominația, argumentând că, întrucât interpretarea sa a constituției era cea corectă, el va prevala atunci când Comisia specială va emite raportul său.

## Procesul Maimuțelor (1925)
În același timp, deși el militase împotriva darwinismului (în mare parte fără succes) în cadrul Bisericii prezbiteriene, William Jennings Bryan încurajase parlamentarii statului să adopte legi care interzic predarea evoluției în școlile publice. Mai multe state au răspuns la apelul lui Bryan, inclusiv Tennessee, care a adoptat o astfel de lege în martie 1925. (Având în vedere contururile actuale ale controversei creație-evoluție, În multe state, în 1925, evoluția a continuat să fie predată în instituțiile administrate de biserici, în același timp în care predarea ei a fost interzisă în școlile publice de stat.)
ACLU cauta un caz de testare pentru a contesta aceste legi anti-evoluție. Acest lucru a dus la celebrul proces al lui John Scopes pentru predarea evoluției într-o școală publică din Dayton, Tennessee. ACLU a trimis renumitul avocat John Randolph Neal Jr. pentru a-l apăra pe Scopes.
Pastorul baptist William Bell Riley, fondator și președinte al World Christian Fundamentals Association, l-a convins pe William Jennings Bryan să acționeze ca avocat al acesteia. Bryan și-a invitat principalii aliați în Adunarea Generală Prezbiteriană să participe la proces cu el, dar J. Gresham Machen a refuzat să depună mărturie, spunând că nu a studiat biologia în detaliu suficient pentru a depune mărturie la proces, în timp ce Clarence Macartney a avut un angajament anterior.
Ca răspuns la anunțul că Bryan va participa la proces, avocatul de renume, agnosticul hotărât Clarence Darrow s-a oferit voluntar pentru a servi în echipa de apărare a lui Scopes.
Scena a fost astfel pregătită pentru un proces care s-ar dovedi a fi un circ media, reporterii din toată țara coborând în micul oraș de 1.900 de oameni.
Deși urmărirea penală a lui Scopes a avut succes, procesul este văzut pe scară largă ca un moment crucial în discreditarea mișcării fundamentaliste din America, mai ales după ce Darrow l-a chemat pe Bryan să depună mărturie iar acesta a părut prea puțin capabil să-și apere punctul de vedere asupra Bibliei.
Printre mass-media, cel mai puternic și în cele din urmă cel mai influent critic al lui Bryan a fost H. L. Mencken, care a raportat procesul în coloanele sale și a denunțat fundamentalismul ca fiind irațional, înapoiat și intolerant.
După cum s-a menționat mai devreme, opoziția față de darwinism a fost întotdeauna mult mai importantă pentru Bryan decât pentru alți lideri conservatori ai Bisericii prezbiteriene. Astfel, după moartea lui Bryan în 1925, dezbaterea despre evoluție, deși a rămas o problemă în cadrul politicii bisericești, nu și-a mai asumat niciodată importanța în dezbateri pe care a avut-o în timp ce Bryan era în viață. (Probabil motivul pentru care problema evoluției a obținut un statut atât de iconic în conștiința populară despre controversa fundamentalist-modernistă este că a reprezentat singurul punct în care politica interioară a bisericii s-a intersectat cu guvernul, în special școala publică, deci cu politica.)

## Comisia specială din 1925 și Adunarea generală din 1926
Comitetul special numit la Adunarea Generală din 1925 era format în principal din moderați. Comitetul a solicitat mărturii de la ambele părți și a primit declarații de la Machen, Macartney și Coffin.
La Adunarea Generală din 1926, un alt moderat, W.O. Thompson, a fost ales moderator.
Comitetul special și-a prezentat raportul pe 28 mai. Acesta a susținut că există cinci cauze majore de neliniște în Biserica prezbiteriană: 1) mișcări intelectuale generale, inclusiv „așa-numitul conflict dintre știință și religie”, concepții despre lume naturaliste, diferite înțelegeri ale naturii lui Dumnezeu și schimbările de limbaj; 2) diferențele istorice care se întorc la scindarea Old School-New School; 3) dezacorduri cu privire la politica bisericii, în special rolul Adunării Generale și lipsa reprezentării femeilor în biserică; 4) schimbări teologice; și 5) neînțelegere. Raportul a continuat să concluzioneze că sistemul prezbiterian a permis în mod tradițional o diversitate de puncte de vedere atunci când nucleul adevărului era identic; și că biserica a înflorit atunci când s-a concentrat asupra unității sale de spirit. Tolerarea diversității doctrinare, inclusiv în modul de interpretare a mărturisirii Westminster, trebuia încurajată. Pe scurt, raportul a afirmat în esență punctele de vedere ale Afirmației Auburn. Comitetul a afirmat că Adunarea Generală nu poate modifica Mărturisirea Westminster fără permisiunea prezbiteriilor, deși ar putea emite hotărâri judecătorești conforme cu Confesiunea care erau obligatorii pentru prezbiterii. Cele cinci elemente fundamentale, însă, nu aveau autoritate obligatorie.
În pofida opoziției lui Clarence Macartney în cadrul Adunării Generale, raportul comisiei a fost adoptat.

## Bătălia pentru Princeton Theological Seminary, 1926–29
După reuniunea Old School și New School în 1870, Seminarul Teologic Princeton a rămas bastionul gândirii Old School din cadrul Bisericii Prezbiteriene. Într-adevăr, până în 1920, a fost, fără îndoială, singura instituție a vechii școli din Biserica prezbiteriană.
Majoritatea facultății în 1920 au rămas convinși savanți ai vechii școli, inclusiv J. Gresham Machen și Geerhardus Vos. Cu toate acestea, pentru a combate lipsa de pregătire percepută în teologia practică, au fost aduși un număr de noi savanți mai moderați, inclusiv Charles Erdman și J. Ross Stevenson, care până în 1920 era președintele seminarului. După cum s-a menționat anterior, tensiunea dintre școala veche și moderați s-a dezvăluit în dezbaterile despre Uniunea Bisericii propusă din 1920; Predica anti-liberală a lui Machen care a dus la căderea în ochii publicului a lui Harry van Dyke; controversa despre abordarea lui Erdman față de Liga Studenților Evanghelici; și dezbinări despre cum să facă față despărțirilor în biserica mai largă.
Până în 1925, majoritatea vechii școli din facultate era amenințată, dar alegerea lui Clarence Macartney pentru a înlocui profesorul de Apologetică William Greene părea să solidifice majoritatea vechii școli din facultate. Cu toate acestea, când Macartney a refuzat postul, lui Machen i s-a oferit postul.
Cu toate acestea, înainte de a putea accepta sau refuza, Adunarea Generală a intervenit, iar în Adunarea Generală din 1926, moderații au reușit să asigure un comitet pentru a studia modul de reconciliere a celor două partide la Princeton. (Seminarul a fost guvernat de un consiliu de administrație supus supravegherii Adunării Generale.) (Într-o notă, unii membri ai Adunării Generale par să se fi îngrijorat față de Machen din cauza opoziției sale la prohibiție.)
Comitetul a raportat la Adunarea Generală din 1927, unde moderatul Robert E. Speer a fost ales moderator. Raportul lor a concluzionat că sursa dificultăților de la Princeton a fost că unele facultăți din Princeton (și anume Machen) încercau să mențină Princeton în serviciul unui anumit partid din biserică, mai degrabă decât să facă ceea ce era în interesul denominației ca un întreg. Ei au recomandat reorganizarea seminarului. Adunarea Generală a reînnoit mandatul comisiei și le-a ordonat să studieze cum să reorganizeze seminarul.
Acest lucru l-a determinat pe Machen să declare că Adunarea Generală din 1927 a fost „probabil cea mai dezastruoasă întâlnire, din punctul de vedere al creștinismului evanghelic, care a avut loc în întreaga istorie a Bisericii noastre”. Machen a compus și a distribuit în denumire un document intitulat „The Attack Upon Princeton Seminary: A Plea for Fair Play”. El a susținut că Princeton este singurul seminar care continuă să apere ortodoxia în rândul instituțiilor teologice mai vechi din lumea vorbitoare de limbă engleză. Pierderea seminarului ar fi o lovitură majoră pentru ortodoxie. Moderații și liberalii dețineau deja controlul practic asupra oricărui seminar din confesiune: de ce nu ar putea rămâne conservatorii cu unul?
Comitetul a raportat Adunării Generale din 1928, care a avut loc la Tulsa, Oklahoma, recomandând reorganizarea seminarului pentru a da mai multe puteri președintelui seminariului și pentru a înlocui cele două consilii de conducere cu un singur consiliu unificat. Ca răspuns, Clarence Macartney a răspuns că partidul său era pregătit să ia măsuri legale pentru a opri acest lucru. Îngrijorată, Adunarea Generală a numit pur și simplu un comitet pentru a continua studierea acestei chestiuni.
Acest comitet a raportat Adunării Generale din 1929. Machen a ținut un discurs aprins pe discursul Adunării Generale, dar nu a putut împiedica Adunarea Generală să voteze pentru reorganizarea seminarului.
În loc să conteste această decizie în instanțe, așa cum fusese amenințat, Machen a decis acum să înființeze un nou seminar pentru a fi un bastion al gândirii conservatoare. Această instituție va deveni Westminster Theological Seminary (numit pentru a-și sublinia fidelitatea față de Confesiunea de credință de la Westminster) și mai mulți conservatori de la facultatea Princeton, inclusiv Machen, Cornelius Van Til, Robert Dick Wilson, și Oswald Thompson Allis, ar părăsi Princeton pentru a preda la Westminster. Clarence Macartney s-a opus inițial înființării Westminster, argumentând că cei conservatori ar trebui să rămână la Princeton, unde ar putea continua să ofere o voce ortodoxă. Machen a răspuns că Princeton se afla într-o stare de apostazie și că nu poate sluji alături de apostați. Macartney a fost în cele din urmă câștigat de partea lui Machen.

## Misiuni externe, 1930–36

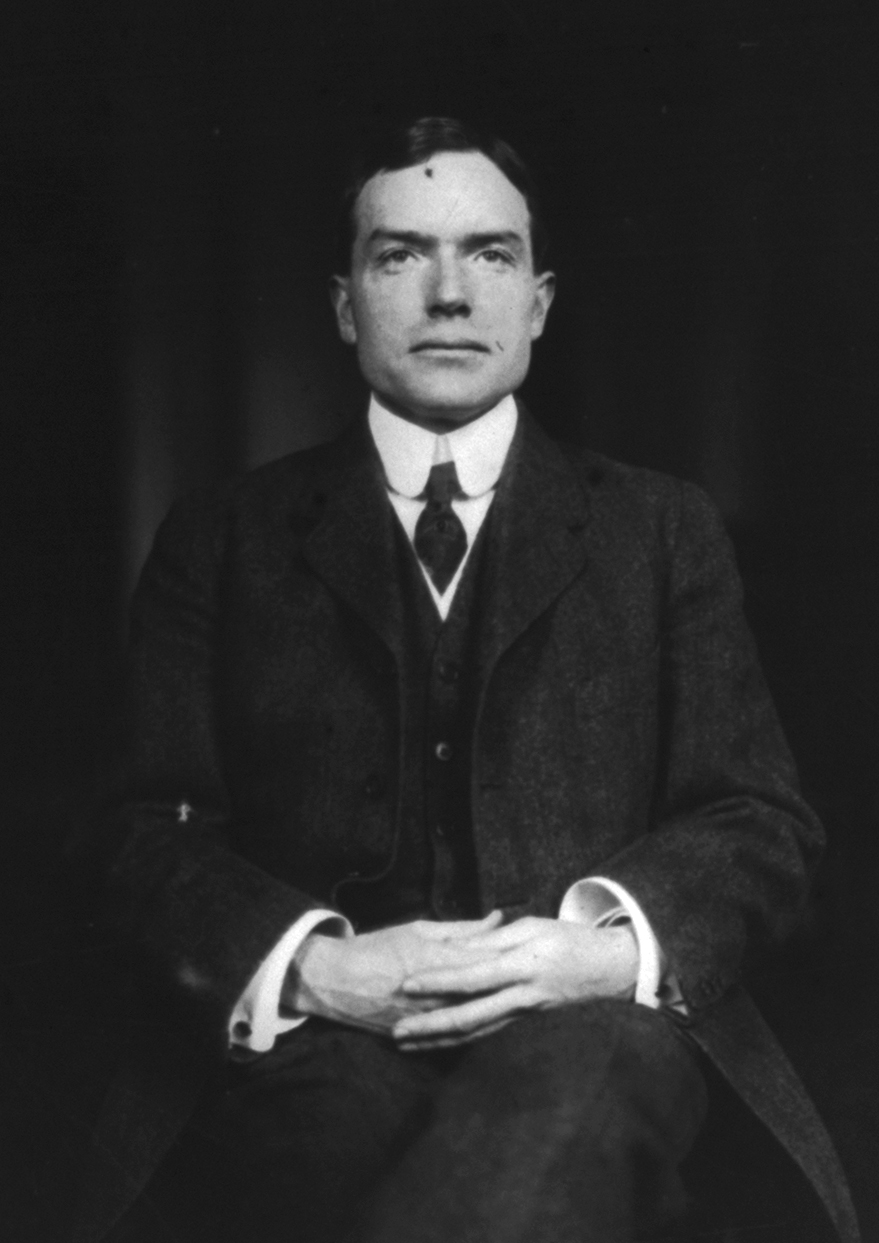
John D. Rockefeller Jr. (1874–1960).

În 1930, ca urmare a îndoielilor larg răspândite despre misiuni în general, un grup de laici baptiști la cererea lui John D. Rockefeller Jr. a concluzionat că este timpul pentru o reevaluare serioasă a eficienței misiunilor străine. Cu sprijinul financiar al lui Rockefeller, ei au convins șapte confesiuni majore - Biserica Episcopală Metodistă, Convenția Baptistă Nordică, Biserica Reformată din America, Biserica Congregațională, Biserica episcopală din Statele Unite ale Americii, Biserica prezbiteriană din Statele Unite ale Americii și Biserica prezbiteriană unită din America de Nord - pentru a participa la „ancheta misiunilor străine ale laicilor”. Au comandat un studiu al misionarilor din India, Birmania, China și Japonia și au lansat o anchetă separată sub președinția filosofului și a profesorului Harvard William Ernest Hocking. Aceste două anchete au condus la publicarea unui rezumat într-un singur volum al concluziilor anchetei laicilor intitulată  Re-Thinking Missions: A Laymen's Inquiry after One Hundred Years  în 1932.
„Regândirea misiunilor” a susținut că, în fața emergenței laicismului, creștinii ar trebui să se alieze cu alte religii mondiale, mai degrabă decât să lupte împotriva lor. 
Cele șapte confesiuni care acceptaseră să participe la ancheta laicilor s-au distanțat acum de raport. Presbyterian Board of Foreign Missions a emis o declarație prin care reafirma angajamentul consiliului față de baza evanghelistică a întreprinderii misionare și față de Iisus Hristos ca singurul Domn și Mântuitor.

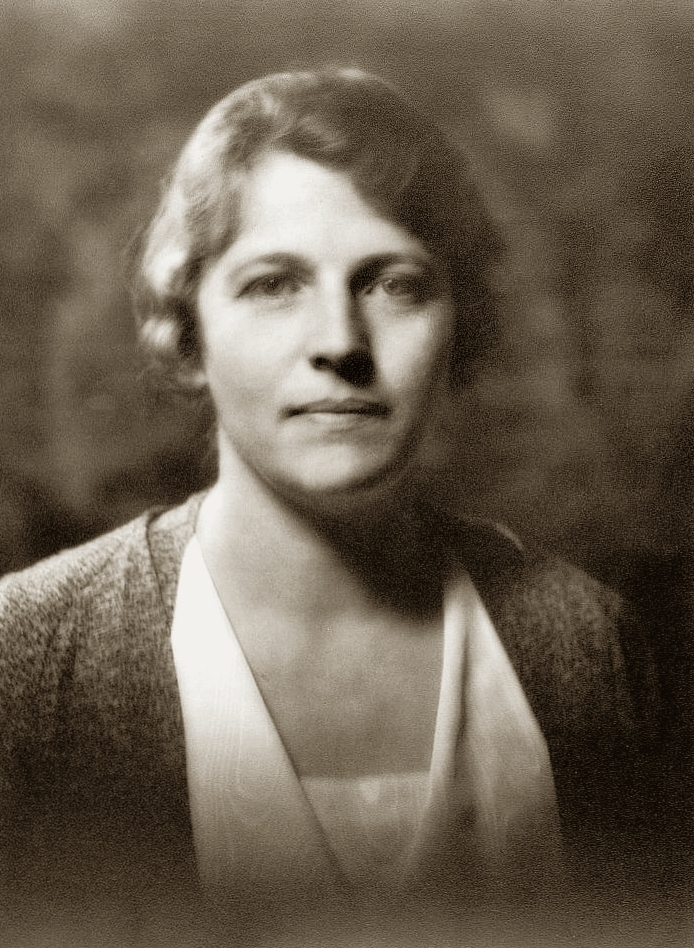
Pearl S. Buck (1892–1973).

Pearl S. Buck a intrat acum în dezbatere. Într-o recenzie publicată în Secolul creștin, ea a lăudat raportul, spunând că ar trebui citit de fiecare creștin din America și, imitând ironic literalismul biblic al fundamentaliștilor, „cred aceasta este singura carte pe care am citit-o vreodată care mi se pare literalmente adevărată în fiecare observație și chiar în fiecare concluzie.” Apoi, într-un discurs din noiembrie 1932 în fața unui public numeros la Hotel Astor, publicat ulterior în Harper's, Buck a decis să evalueze succesul misiunilor după numărul noilor membri ai bisericii. În schimb, ea a susținut eforturile umanitare pentru îmbunătățirea condițiilor agricole, educaționale, medicale și sanitare ale comunității. Ea a descris-o pe misionara tipică drept „îngustă la minte, nemiloasă, lipsită de respect, ignorantă”. În articolul Harper's împreună cu un alt articol din Cosmopolitan publicat în mai 1933, Buck a respins doctrina păcatului originar, spunând „Cred că majoritatea începem să dorim să facem bine și să fim buni”. Ea a afirmat că credința în nașterea din fecioară sau divinitatea lui Hristos nu era o condiție prealabilă pentru a fi creștin. Ea a spus că singura nevoie este să recunoaștem că nu se poate trăi fără Hristos și să reflectăm asta mai departe in viața proprie.
Macartney a apelat rapid la Consiliul Misiunilor Străine, aflat sub președinția lui Charles Erdman, pentru a denunța „Regândirea misiunilor” și le-a cerut răspunsul la declarațiile lui Buck. Erdman a răspuns că acel Consiliu a fost angajat să respecte standardele evanghelice istorice și că au considerat comentariile lui Pearl S. Buck drept nefericite, dar el a sperat că ea ar putea fi încă câștigată înapoi la cauza misionară. În cele din urmă, în luna mai, va demisiona ca misionară presbiteriană.
J. Gresham Machen a publicat acum o carte susținând că acel Consiliu al misiunilor străine era insuficient de evanghelic și în special că secretarul său, Robert E. Speer, refuzase să solicite misionarilor să adere la cele cinci elemente fundamentale. În Presbiteriul din New Brunswick, Machen a propus Adunării Generale o deschidere solicitându-i să se asigure că, în viitor, numai creștinii evanghelici solii vor fi numiți în Consiliul Misiunilor Străine. Machen și Speer s-au confruntat în presbiteriu, cu Speer susținând că acel conflict și sciziunea erau rele pentru biserică - presbiteriul a fost de acord și a refuzat să facă recomandarea.
Cu toate acestea, Clarence Macartney a reușit să obțină o moțiune similară prin Presbiteriul din Philadelphia, așa că problema a venit în fața Adunării Generale din 1933. Raportul majorității Comitetului permanent al misiunilor străine a afirmat aderarea bisericii la Confesiunea Westminster; și-a exprimat încrederea că Speer și Consiliul au împărtășit această convingere; și a respins „Regândirea misiunilor”. Raportul minorității a susținut că acel Consiliu nu era ortodox și a propus o listă de candidați conservatori pentru consiliu. Raportul majorității a trecut copleșitor.

### Crearea Consiliului independent pentru misiuni străine prezbiteriene
Respingând decizia Adunării Generale de a nu numi o nouă listă de conservatori în Consiliul Misiunilor Străine, J. Gresham Machen, împreună cu H. McAllister Griffiths, a anunțat că formează un Comitet independent pentru misiuni străine prezbiteriene pentru a promova cu adevărat munca biblică și prezbiteriană. Macartney a refuzat să meargă împreună cu Machen în înființarea unui consiliu de misiuni independent.
Adunarea generală din 1934 a declarat că acel Consiliu independent a încălcat constituția prezbiteriană și a ordonat consiliului să înceteze să colecteze fonduri în cadrul bisericii și a ordonat tuturor clerului și laicilor prezbiterieni să întrerupă legăturile lor cu consiliul sau să facă față unor măsuri disciplinare. (Această moțiune s-a opus atât Macartney, cât și Henry Sloane Coffin ca fiind prea dură.) Mai puțin de o lună mai târziu, Prezbiteriul din New Brunswick i-a cerut lui Machen răspunsul său. El a răspuns că acțiunile Adunării Generale sunt ilegale și că nu va închide Consiliul Independent. Prin urmare, prezbiteriul a adus acuzații împotriva lui Machen, inclusiv încălcarea jurămintelor sale de hirotonire și renunțarea la autoritatea bisericii. A avut loc un proces, iar în martie 1935 a fost condamnat și suspendat din pastorat.
Macartney l-a îndemnat pe Machen să facă niște compromisuri, dar el a refuzat. În iunie 1935, a înființat Uniunea Prezbiteriană a Convenției Constituționale. În octombrie, despărțirea dintre Macartney și Machen s-a aflat la Westminster Seminary, unde facultatea, condusă de Machen, a solicitat consiliului de administrație să anunțe sprijinul Consiliului independent al misiunilor străine și al Uniunii Pactului. Treisprezece administratori, inclusiv Macartney, au refuzat să facă acest lucru și au demisionat în 1936.
Opt pastori, inclusiv Machen, au fost judecați în Adunarea Generală din 1936. Au fost condamnați și eliminați din pastorat. Apoi, Machen a condus Uniunea Presbiteriană a Convenției Constituționale pentru a forma o nouă denumire, Biserica Presbiteriană a Americii, ulterior forțată să-și schimbe numele în Biserica Presbiteriană Ortodoxă în 1939.

## Urmări
Ca urmare a plecării lui Machen și a conservatorilor confesionali, în special a Old School, s-a asigurat forma Bisericii Prezbiteriene din SUA ca denominație modernistă, liberală. PCUSA va fuziona în cele din urmă cu Biserica Prezbiteriană Unită din America de Nord în 1958 pentru a forma Biserica Prezbiteriană Unită din Statele Unite ale Americii și în 1983, UPCUSA va fuziona cu Biserica Prezbiteriană din Statele Unite („Prezbiterienii din sud” care s-au despărțit de PCUSA în 1861 din cauza războiului civil) pentru a forma actuala Biserica prezbiteriană (SUA).
Disputa dintre fundamentaliști și moderniști va fi jucată în aproape orice confesiune creștină. Până în anii 1920, era clar că fiecare confesiune protestantă principală va fi dispusă să acomodeze modernismul, cu excepția prezbiterienilor, baptiștilor din sud și luteranii din sinodul Missouri, unde situația era încă neclară. Plecarea lui Machen și a altor conservatori i-a adus pe prezbiterieni în tabăra dispusă să acomodeze modernismul, lăsând Baptiștii de Sud și Sinodul Missouri ca fiind singurele mari confesiuni naționale în care creștinii ortodocși erau încă activi în cadrul confesiunii. Conflictul va continua să distrugă ambele biserici în cea mai mare parte a secolului al XX-lea, iar triumful creștinismului ortodox în acele confesiuni nu va fi sigur până la schisma Seminex din biserica luterană și reînvierea conservatoare a Convenției Baptiste Sudice din 1979–1990.